# 真保輝子
真保 輝子（しんぽ てるこ、1980年1月9日 - ）は、日本の元女子プロボクサー。東京都出身。階級はライト級。角海老宝石ボクシングジム所属。アマチュア時代にはハリケーン照をもじって「ハリケーン輝」のリングネームにしたこともある。アマチュア時代は東京プリンスホテルに勤務していた。

## 来歴
坂本博之に憧れて高校時代に角海老ジムでボクシングを始め、アマチュアで活躍。1998年よりJABF公認前の全日本大会に出場。しかし2000年は体重超過のためエキシビション扱いになった。
2001年、韓国のリングに上がりアウェーながら3-0判定で勝利。2002年には東京都大会のライトウェルター級にエントリーして優勝。
2003年、JABF認定後初の全日本大会にエントリーするも、ライト級では真保以外に参加者が不在のため初代ライト級王座に認定された。
だが、韓国でプロ興行に参加したことがJABFで問題視され、アマチュア資格を停止される。以降、実戦の場から離れざるを得なくなった。
2年のブランクを経て、2005年にJWBCでプロライセンスを取得。JABF公認の全日本大会優勝経験者でJWBCのリングに上がったのは真保ただ一人である。10月1日、総合格闘家の藪下めぐみ相手にデビュー戦を3-0判定で飾る。
しかし2006年には、新人の水谷智佳相手に連敗を喫した。これを機に引退。